# Дивергентна граница
Дивергентна граница (конструктивна граница или екстензиона граница) у тектоници плоча представља линеарну структуру која се налази између две тектонске плоче које се међусобно размичу. Овакве границе могу се формирати на крајевима континената, али се обично формирају у океанским басенима. Дивергентне границе на континентима формирају рифтове, након чега настају рифтне долине. Најактивније дивергентне границе плоча су између океанских плоча и често се називају средњоокеански гребени. Дивергентне границе такође формирају и вулканска острва, која настају када се две плоче одвоје. Услед тога настаје празнина, коју запуњава лава. На тај начин се формира штитасти вулкан, који ће, у највећем броју случајева, формирати вулканско острво.
Иако су истраживања механизма настанка дивергентних граница још увек у току, претпоставља се да оне настају услед издизања материјала из Земљиног мантла у базу литосфере испод дивергентне границе. Ово издизање се јавља због комплексних конвекционих кретања материјала у мантлу. То наводи да подручје са огромном температуром и сниженим притиском, у коме се дешава конвекционо кретање материјала астеносфере (или горњег мантла), које се налази испод зоне рифта, формира велике количине базалта и токова лаве. Свака ерупција догађа се увек само у делу где се налази граница плоче, и када се догоди, материјал попуни празнине, док се две плоче крећу једна од друге. Просечна брзина кретања плоча може се упоредити са брзином раста ноктију (око 2.5 центиметара годишње). 
Током милиона година, плоче су се помериле више стотина километара са обе стране дивергентне границе. Из тог разлога су стене, које се налазе најближе граници, најмлађе, а њихова старост се повећава идући даље од границе. 